# Glen Sather
Glen Cameron Sather (* 2. September 1943 in High River, Alberta) ist ein ehemaliger kanadischer Eishockeyspieler, -trainer und -manager. Er spielte elf Jahre in der National Hockey League für die Boston Bruins, Pittsburgh Penguins, New York Rangers, St. Louis Blues, Montreal Canadiens und die Minnesota North Stars sowie in der World Hockey Association für die Edmonton Oilers. Als Trainer und General Manager führte er die Edmonton Oilers zu fünf Stanley Cups, ehe er fünfzehn Jahre bis Juli 2015 als GM der New York Rangers aktiv war.

## Karriere

### Als Spieler
Glen Sather begann seine Karriere 1960 bei Juniorenteams in Wainwright, ehe er 1961 zu den Edmonton Oil Kings in die Central Alberta Hockey League (CAHL) ging und mit ihnen 1963 den Memorial Cup gewann, die wichtigste Trophäe im kanadischen Eishockeysport der 16- bis 21-Jährigen. Daraufhin bestritt Sather seine erste Saison als Profi bei den Memphis Wings in der Central Hockey League (CHL). Nach einem Jahr wechselte er innerhalb der Liga zu den Oklahoma City Blazers, wo er zwei Jahre spielte. Zum Ende der Saison 1966/67 kam er zum ersten Mal in der National Hockey League (NHL) für die Boston Bruins zum Einsatz und gehörte im Jahr darauf zum Stammkader.
Trotz seiner für einen Stürmer eher geringen Punkteausbeute konnte er sich in der Liga durch sein hartes Spiel etablieren und wechselte 1969 zu den Pittsburgh Penguins. Nach zwei Saisons in Pittsburgh folgten drei Jahre bei den New York Rangers, mit denen er 1972 im Stanley-Cup-Finale stand. Seine erfolgreichste Spielzeit in der NHL hatte er schließlich 1973/74 bei den St. Louis Blues mit 15 Toren und 29 Assists in 69 Spielen, zu denen er im Tausch für Jack Egers gewechselt war. Nach zwei Spielzeiten bei den Canadiens de Montréal und den Minnesota North Stars wechselte er 1976 in die Konkurrenzliga World Hockey Association (WHA) zu den Edmonton Oilers, wo er noch ein Jahr als Mannschaftskapitän spielte und dann seine Karriere beendete.

### Als Trainer und Manager
Direkt nach dem Ende seiner aktiven Laufbahn im Sommer 1977 wurde Glen Sather Cheftrainer der Edmonton Oilers. 1978 verpflichteten die Oilers den 17-jährigen Wayne Gretzky und Sather führte die Mannschaft bis ins Playoff-Finale der Saison 1978/79. Nach dem Ende der Saison wurde die WHA aufgelöst und die Edmonton Oilers traten der NHL bei. Im Sommer 1980 wurde Sather kurz vor dem NHL Entry Draft 1980 zum General Manager der Mannschaft ernannt. In diesem Draft legte er eine wichtige Grundlage für die kommenden Jahre, als er Paul Coffey, Andy Moog und Jari Kurri auswählte. Im NHL Entry Draft 1981 wählte er Grant Fuhr aus und zusammen mit Gretzky und Mark Messier, der 1979 verpflichtet worden war, sollten die jungen Spieler die Eckpfeiler der Edmonton Oilers bilden.
Sather übergab das Traineramt im Sommer 1980 an Bryan Watson, kehrte aber nur wenige Monate später wieder zurück auf den Posten und trainierte die Mannschaft von da an wieder. Nach zwei passablen Jahren in der NHL, steigerten sich die Oilers in der Saison 1981/82 deutlich und waren in der regulären Saison zweitbestes Team. Im Jahr darauf führte Sather die Mannschaft bis ins Stanley-Cup-Finale, doch dort unterlagen sie den New York Islanders, die die letzten Jahre die Liga dominiert hatten. 1984 erreichte man erneut das Stanley-Cup-Finale und traf wieder auf die Islanders, die ihren fünften Stanley-Cup-Triumph in Folge anstrebten, doch es waren schließlich die Oilers, die zum ersten Mal die begehrte Trophäe gewinnen konnten. Zudem gewann Sather im Sommer als Cheftrainer der kanadischen Nationalmannschaft den Canada Cup 1984.
In der folgenden Saison verteidigten die Oilers den Titel erfolgreich. Sather zog sich daraufhin etwas aus der Trainerarbeit zurück und teilte sie sich fortan mit seinem bisherigen Assistenten John Muckler, blieb offiziell aber weiterhin der Cheftrainer und wurde 1986 mit dem Jack Adams Award als bester Trainer der NHL ausgezeichnet. 1987 und 1988 gewannen die Oilers erneut den Stanley Cup, doch nur wenige Monate nach dem letzten Triumph musste Sather einen Rückschlag einstecken, als der Superstar der Mannschaft, Wayne Gretzky, zu den Los Angeles Kings transferiert wurde. Doch ihm gelang es um den neuen Mannschaftskapitän Mark Messier sowie Jari Kurri und Torhüter Bill Ranford eine konkurrenzfähige Mannschaft aufzubauen.
Im Sommer 1989 legte Sather endgültig sein Traineramt nieder und konzentrierte sich ausschließlich auf seine Arbeit als General Manager und John Muckler übernahm den Trainerposten. 1990 gewannen die Oilers ihren fünften Stanley Cup, doch danach musste das Franchise schweren sportlichen und wirtschaftlichen Zeiten entgegengehen. Die Spielergehälter in der NHL stiegen drastisch an und die Oilers waren als Team, das in einem der kleinsten Märkte der NHL beheimatet sind, nicht in der Lage den Spielern diese Gehälter zu bieten. Sather musste zusehen, wie die Stars die Mannschaft verließen und Cheftrainer John Muckler wechselte zu den Buffalo Sabres.
1992/93, nur drei Jahre nach dem letzten Stanley-Cup-Sieg, verpassten die Oilers zum ersten Mal die NHL-Playoffs und konnten sich bis 1997 nicht mehr für sie qualifizieren. Während der Saison 1993/94 kehrte Sather zwischenzeitlich noch einmal auf den Posten des Cheftrainers zurück, doch auch er konnte die Mannschaft nicht zu alten Erfolgen zurückführen. 1994 übernahm er den Posten als General Manager der kanadischen Nationalmannschaft bei der Weltmeisterschaft und dort konnte er immerhin mit dem ersten WM-Titel für Kanada seit 1961 einen Erfolg feiern.
Gegen Ende der neunziger Jahre qualifizierten sich die Mannschaft um Curtis Joseph, Doug Weight, Ryan Smyth und Bill Guerin wieder regelmäßig für die Playoffs, doch im Sommer 2000 trat Glen Sather als General Manager zurück.
Nur wenige Wochen später schloss er sich der Organisation der New York Rangers an und übernahm die Posten als Präsident und General Manager des Franchise. Doch auch dort waren die ersten Jahre von Misserfolg geprägt. Zudem machte sich Sather durch Transfers unpopulär, mit denen er langjährige Mannschaftsmitglieder wie Brian Leetch oder Adam Graves zu anderen Mannschaften schickte, um im Gegenzug bessere Spieler zu erhalten, die jedoch nicht die Erwartungen erfüllen konnten, wie Eric Lindros oder Bobby Holík. Zwischen 2002 und 2004 übernahm Sather zudem das Traineramt bei den Rangers.
Sather gelang es 2004 mit Jaromír Jágr einen Superstar zu verpflichten und er holte vor der Saison 2005/06 mit Martin Straka einen weiteren erfahrenen Stürmer und mit Henrik Lundqvist einen talentierten Torhüter in die Mannschaft, die die Rangers zum ersten Mal seit 1997 wieder in die Playoffs führten. Es folgten weiter Verpflichtungen von Spielern, wie Brendan Shanahan und Sean Avery, die die Mannschaft weiter verstärkten und im Sommer 2007 gelang Sather ein Coup, als er mit Chris Drury und Scott Gomez zwei der begehrtesten Free Agents nach New York holen konnte.
1997 wurde Glen Sather für seine Leistungen als Trainer und General Manager in die Hockey Hall of Fame aufgenommen.
Im Juli 2015 trat Sather nach fünfzehn Jahren als GM der Rangers zurück, wird aber weiterhin Präsident des Franchise bleiben. Seine Nachfolge übernahm Jeff Gorton, der ihm bereits vier Jahre als Assistent zur Seite stand.

#### Trainerstatistik
S=Siege; N=Niederlagen; U=Unentschieden; OTL=Overtimeloss (Niederlage in Verlängerung)

## Erfolge und Auszeichnungen

### Als Spieler
- Memorial Cup 1963

### Als Trainer und Manager
- Stanley Cup 1984, 1985, 1987, 1988 und 1990
- Canada Cup 1984
- Weltmeister 1994
- Jack Adams Award 1986